# Porselener Mühle
Die Porselener Mühle war eine Doppel-Wassermühle mit einem unterschlächtigen Wasserrad an der Wurm in der Stadt Heinsberg im nordrhein-westfälischen Kreis Heinsberg im Regierungsbezirk Köln.

## Geographie
Die Porselener Mühle hatte ihren Standort an der rechten und linken Seite der Wurm, in der Straße Mühle 1–7 im Heinsberger Stadtteil Porselen. Das Grundstück, auf dem die Mühlengebäude stehen, haben eine Höhe von ca. 44 m über NN. Oberhalb standen die Randerather Ölmühle und die Bommers Mühle, unterhalb stand die Öl- und Papiermühle Oberbruch.

## Gewässer
Die Wurm versorgte auf einer Flusslänge von 53 km zahlreiche Mühlen mit Wasser. Die Quelle der Wurm liegt südlich von Aachen bei 265 m über NN, die Mündung in die Rur ist bei der Ortschaft Kempen in der Stadt Heinsberg bei 32 m über NN. 

## Geschichte
Mit der Franzosenzeit um 1800 zog in den heimatlichen Gefilden auch eine gewisse Gewerbefreiheit ein. Dieses hatte für das Mühlenwesen die Folge, dass mehrere Mühlen um diese Zeit neu errichtet wurden. So entstanden vier aufeinanderfolgende Wurm-Mühlen auf einer Strecke von weniger als 10 km. Das waren die Porselener Mühle, Öl- und Papiermühle Oberbruch, Unterbrucher Mühle und die Lohmühle.
Die Porselener Mühle in Bleckden wurde 1799 von der Familie Lowis als Doppelmühle erbaut. Sie bestand aus zwei Gebäuden, zwischen denen die Wurm hindurchfloss. Auf der rechten Seite der Wurm wurde eine Öl- und Kornmühle mit zwei unterschlächtigen Wasserrädern erbaut. Das linke Gebäude wurde als eine Walk- und Papiermühle mit einem überdachten Wasserrad errichtet. 1821 wurde die Papiermühle von der Bracheler Papiermühle Berens übernommen, später aber zu einer Drechslerei umgebaut. Die rechte Mühle veränderte sich durch die Aufgabe der Ölschlägerei, die nicht mehr rentabel war. Die Mühle arbeitete bis zur Wurmregulierung in der Mitte der 1960er Jahre als Kornmühle weiter. Der Mühlenstau wurde abgebaut und der Drechslereibetrieb wurde umgesiedelt.

## Denkmaleintrag
Porselener Mühle: Ehemalige Wassermühle. Eintrag in die Denkmalliste am 19. Januar 1984
- Denkmalliste Heinsberg Nr. 51

## Galerie

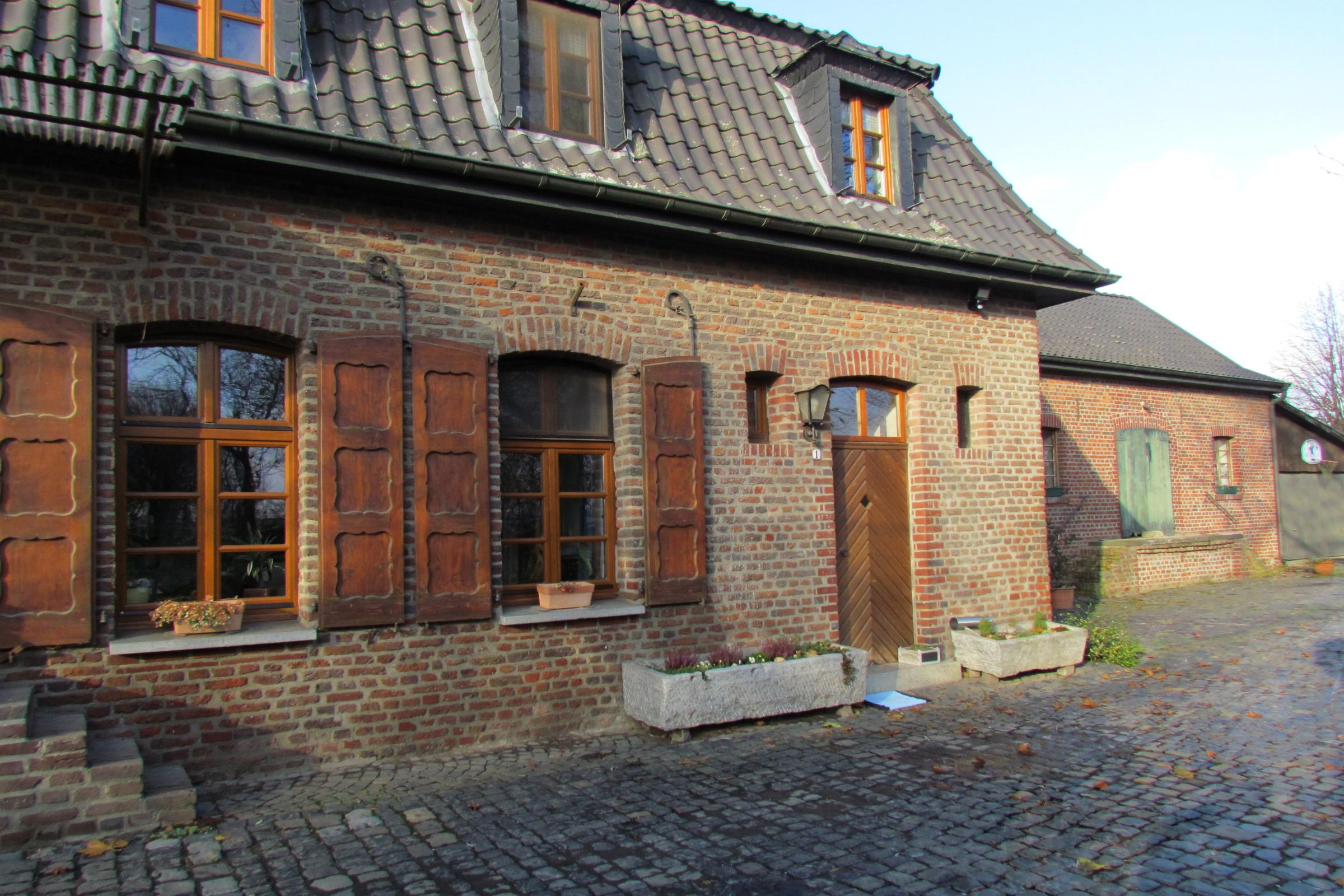
Wohn- und Mühlengebäude der Porselener Mühle
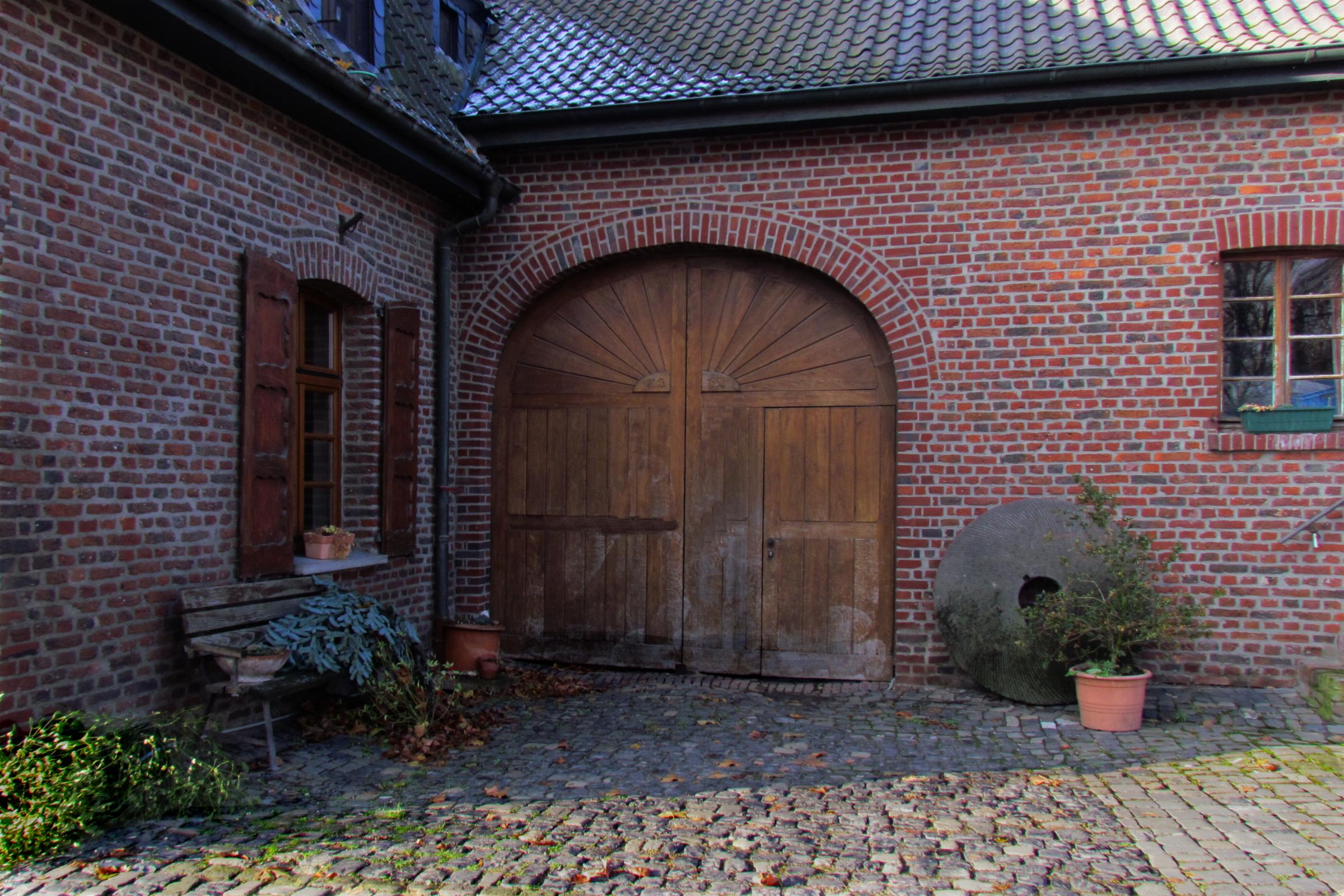
Wirtschaftsgebäude der Porselener Mühle
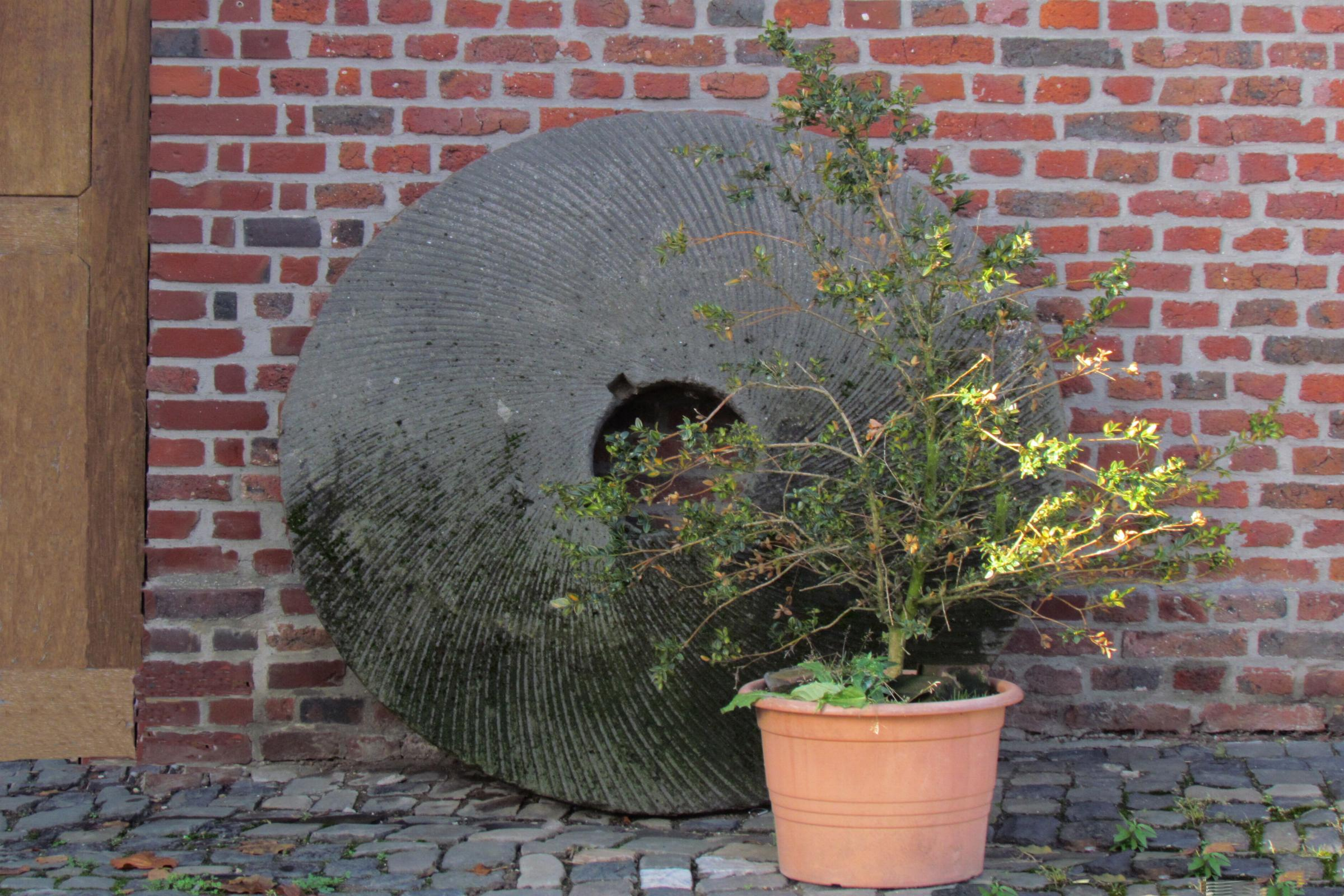
Ausruhender Mühlstein der Porselener Mühle
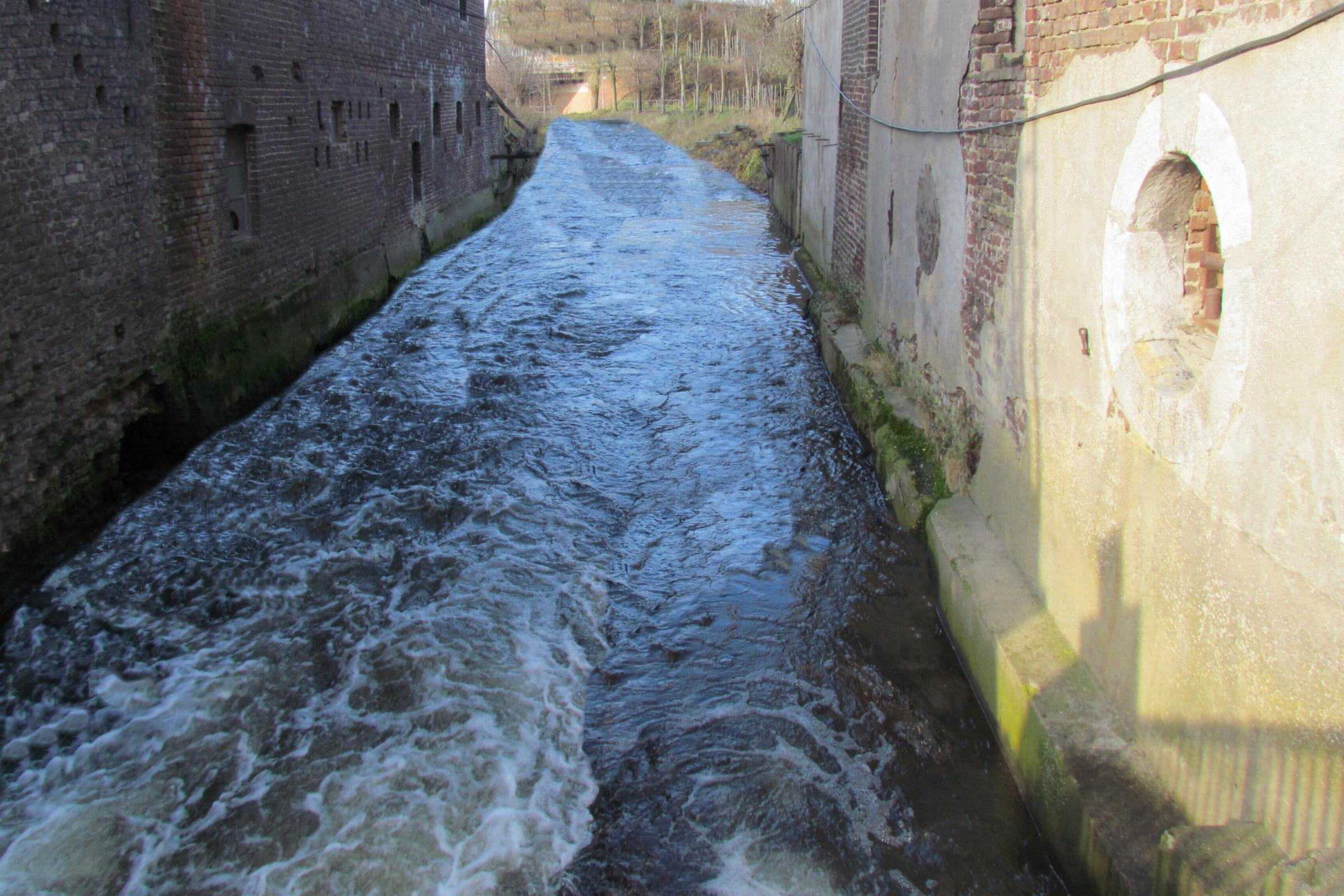
Die Wurm zwischen den beiden Mühlengebäuden
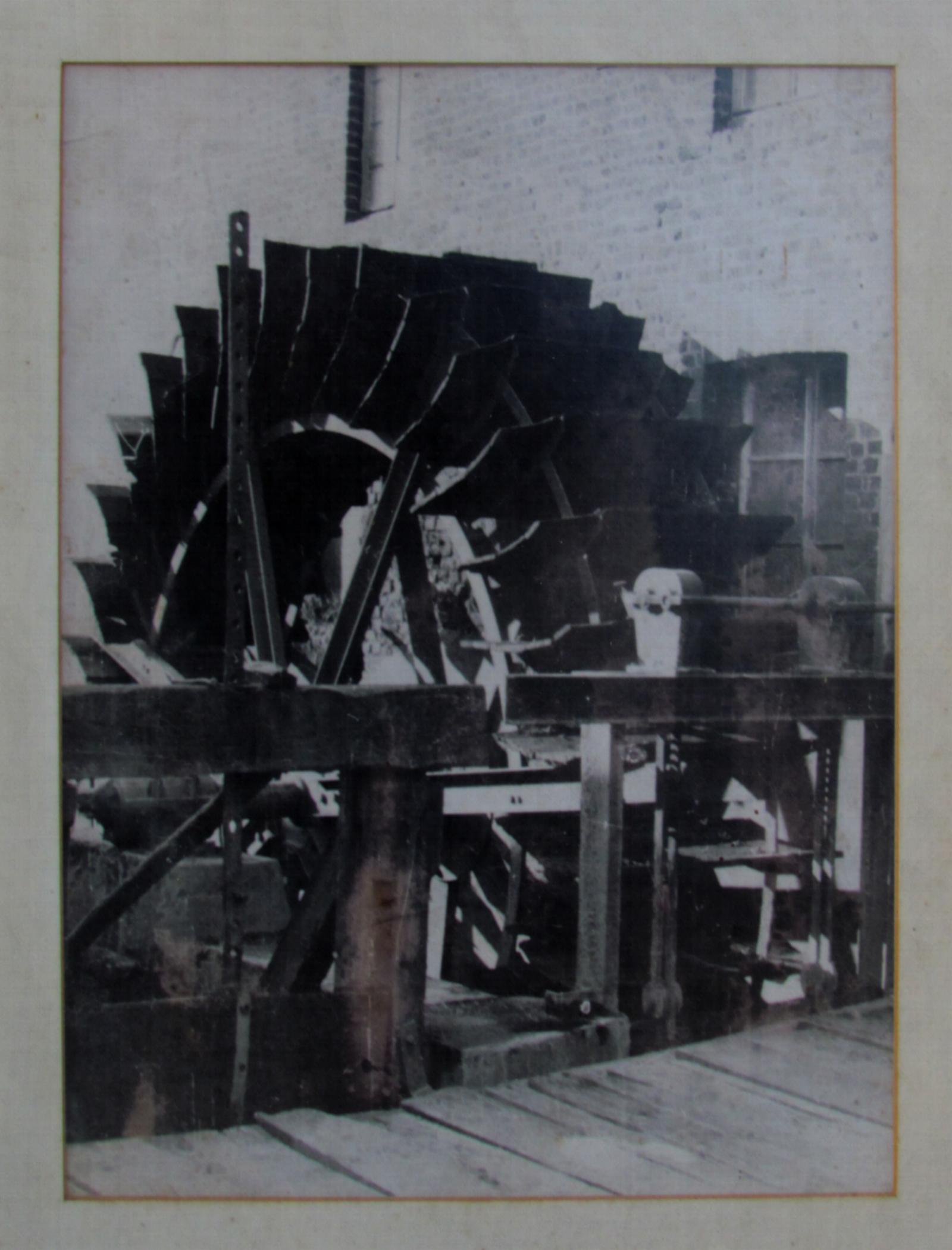
Das Mühlrad der Porselener Mühle
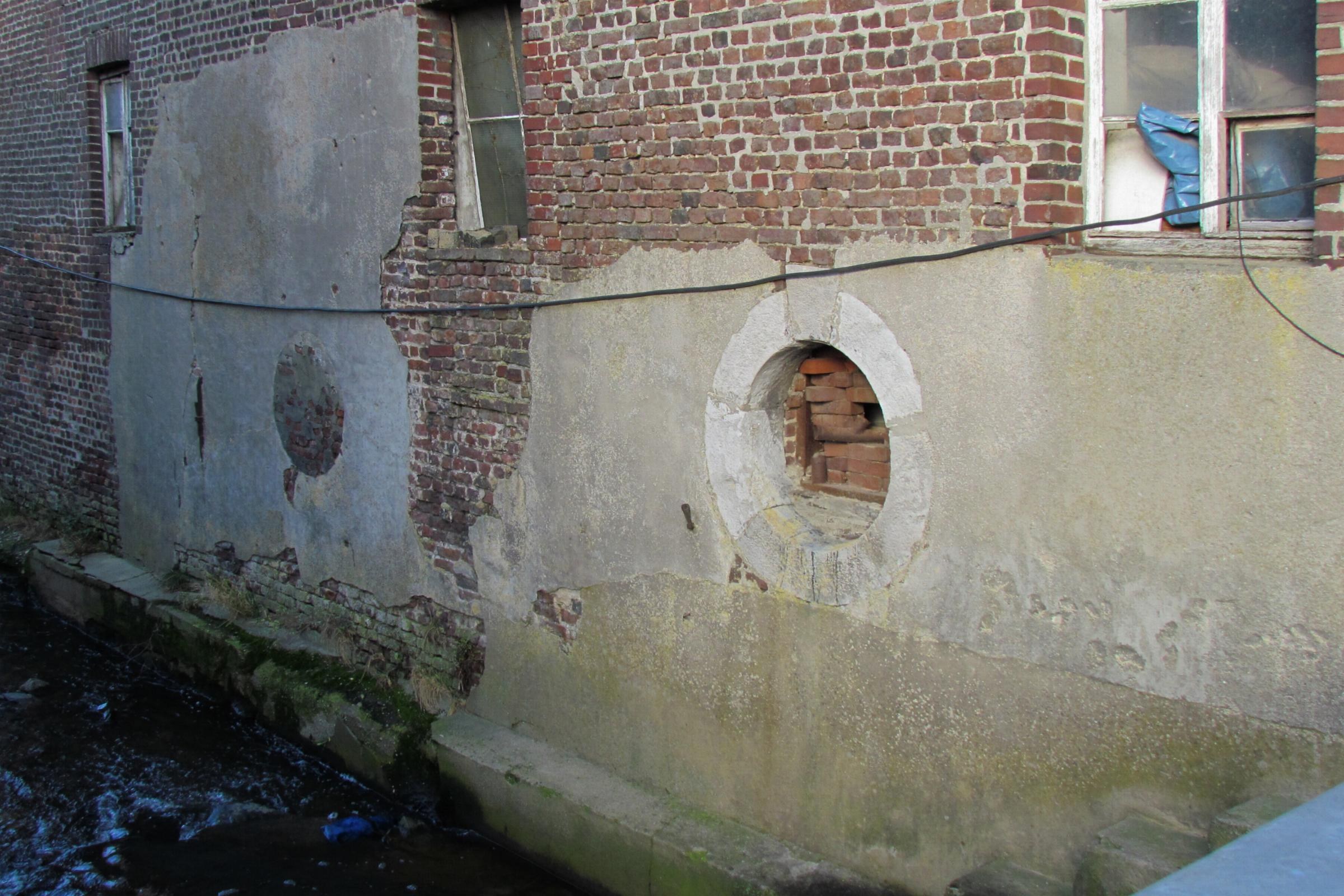
Mauergewölbeöffnung für die Radachse des Mühlrades
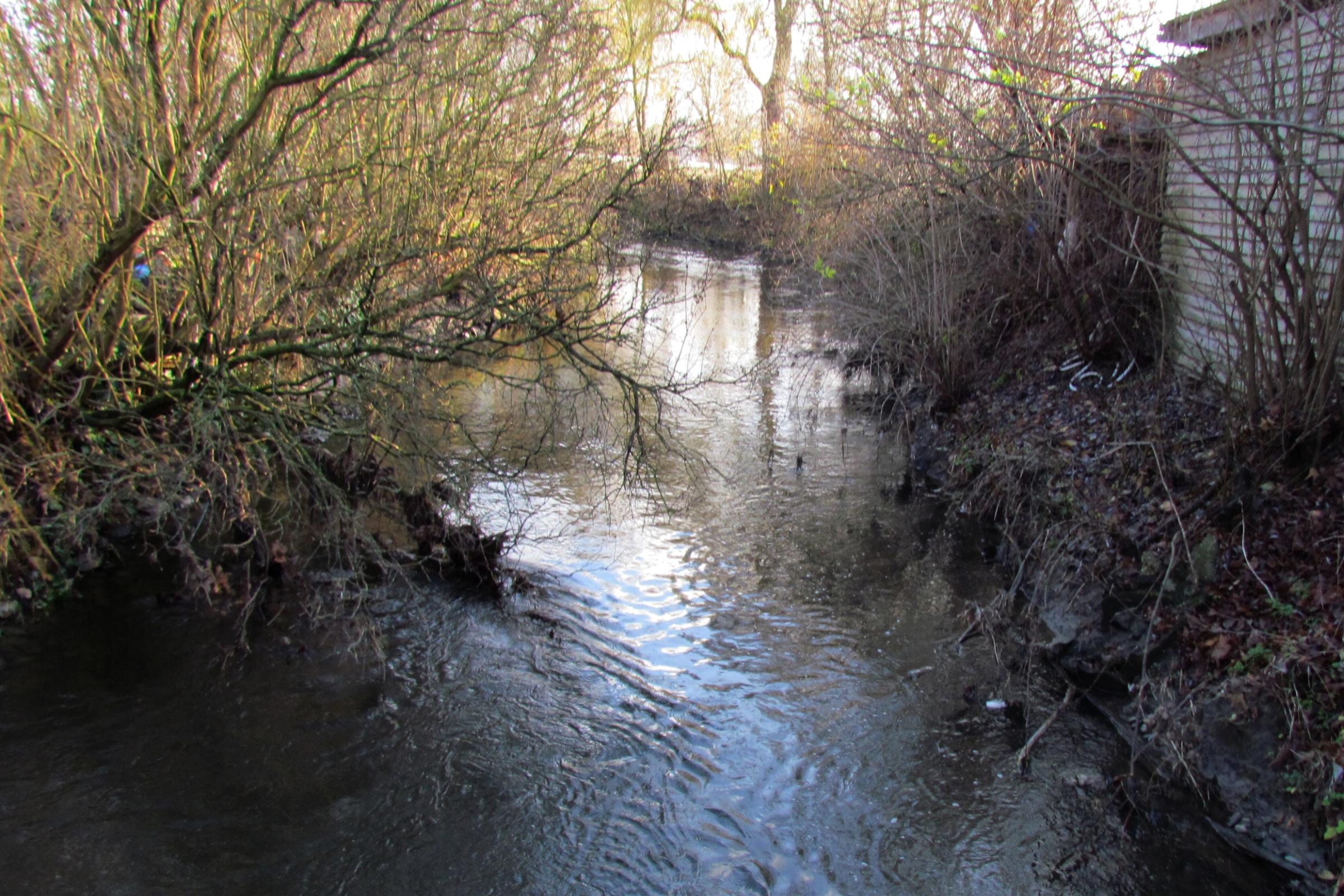
Wurmzufluss zur Porselener Mühle
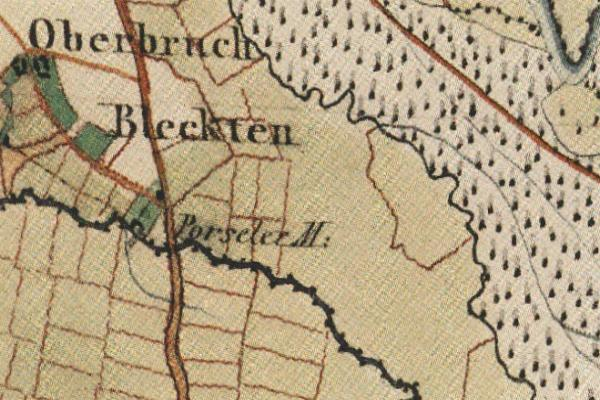
Die Porselener Mühle auf der Uraufnahme von 1846
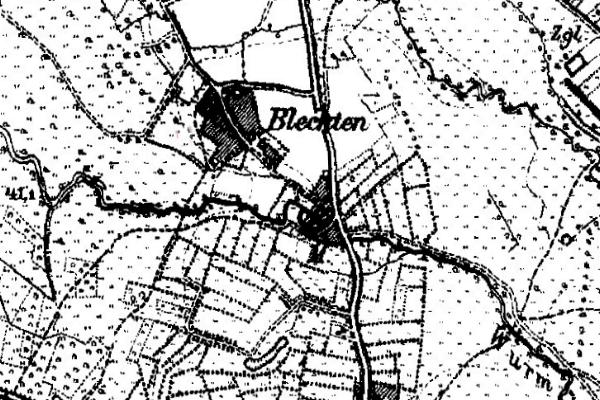
Die Porselener Mühle auf der Neuaufnahme von 1892
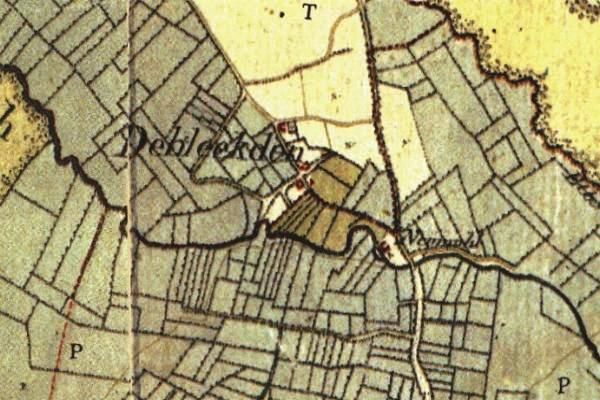
Die Porselener Mühle auf der Tranchotkarte 1805/1807

→ Siehe auch Liste der Mühlen an der Wurm